# Балданжабон, Жамьян Балданович
Жамья́н Балда́нович Балданжа́бон (бур.  Балданжабон Жамьян;1909―1967) ― советский бурятский поэт, прозаик. Член союза писателей СССР с 1934 года. Член Географического общества СССР. Основатель и первый директор «Агинского национального музея им. Г. Цыбикова».

## Биография
Родился 14 марта 1909 года в улусе Хужартуй (на территории современного Агинского Бурятского округа Забайкальского края).
Стихи начал писать в школьные годы. Его первые стихи были опубликованы в газете «Залуу малшан» (Молодой скотовод) в 1926 году.
Принимал активное участие в ликвидации неграмотности в Агинском округе. Учился в Восточно-Сибирском коммунистическом университете в городе Иркутск, после окончания которого приехал в Бурятию и работал инструктором обкома ВЛКСМ.
Затем занялся журналистикой, трудился заместителем редактора газеты «Буряад-Монголой үнэн», редактором многотиражной газеты «Гигант Бурятии».
Вернувшись в родную Агу в 1939 году, создаёт при окружной газете «Агын үнэн» (Агинская правда) литературное объединение, куда входили известные бурятские писатели А. Жамбалон, Ц. Жамбалов, В. Намсараев, Д. Эрдынеев.
В годы Великой Отечественной войны был мобилизован в Красную армию и в августе 1945 года участвует в разгроме Квантунской армии милитаристической Японии.
В 1961 году создал и открыл первый Агинский музей. Как краевед и писатель, был патриотом родного края. Вместе с единомышленниками неутомимо собирал музейный фонд. Ездил по улусам Аги, заходил в дома и юрты, встречался со старожилами, интересовался предметами старины и фотографиями, улигерами и былям.
Умер 6 марта 1967 года, похоронен в посёлке Агинское.

### Творчество
В начале 1930-х годов Балданжабон занялся литературной деятельностью. Тема его творчества – индустриализация, обороноспособность страны, воспитание нового человека, воспевание красоту родного края.
Сочинил поэму «Путь Батора», которая была посвящена герою конфликта на КВЖД агинцу Д. Дылгырову, именем которого назван один из колхозов Агинском округе.
В 1931 году вышла в свет его первая книга стихов для детей «Бэлэхэн» (Готовы), затем выходит книга «Хабарай уряа» (Весенний призыв) (1933). В начале 1930-х годов создаёт поэму «Баатарай зам» (Путь батора), принесший автору широкую известность.
В 1934 году стал членом Союза писателей СССР. Членский билет со своей подписью ему лично вручил Максим Горький.
В 1949 году изданы две его повести «Үдэрһөө үдэртэ» (Изо дня в день), «Түүдэгэй дэргэдэ» (У костра), адресованные читателям-детям. В дальнейшем публикуются сборники повестей «Галуунууд» (Гуси) (1953), «Таба» (Пятёрка) (1953), «Алханын нюсанууд» (Тайны Алханая) (1955), «Бүргэд» (Беркут) (1956), «Алтан гадаһан» (Полярная звезда) (1957).
О таланте писателя свидетельствуют романы «Паровоз хуугайлна» (Паровоз гудит) (1960), «Сэнхир хаданууд» (Голубые сопки) (1965). В переводе на русский язык Д. Найдано, И. Лаврова изданы повести «Беркут: похождения Аригуна Бубэя» (Чита, 1957), «Тайны Алханая» (1958).